# Збучин (гміна)
Гміна Збучин (пол. Gmina Zbuczyn) — сільська гміна у центральній Польщі. Належить до Седлецького повіту Мазовецького воєводства.
Станом на 31 грудня 2011 у гміні проживало 10143 особи.

## Площа
Згідно з даними за 2007 рік площа гміни становила 210.75 км², у тому числі:
- орні землі: 79.00%
- ліси: 14.00%

Таким чином, площа гміни становить 13.15% площі повіту.

## Населення
Станом на 31 грудня 2011:
| Опис     | Загалом | Загалом | Чоловіки | Чоловіки | Жінки | Жінки |
| -------- | ------- | ------- | -------- | -------- | ----- | ----- |
| одиниця  | осіб    | %       | осіб     | %        | осіб  | %     |
| все      | 10143   | 100     | 5047     | 49.76    | 5096  | 50.24 |
| міське   | 0       | 100     | 0        |          | 0     |       |
| сільське | 10143   | 100     | 5047     | 49.76    | 5096  | 50.24 |

## Сусідні гміни
Гміна Збучин межує з такими гмінами: Вішнев, Луків, М'єндзижець-Подляський, Морди, Ольшанка, Седльце, Тшебешув.